# گیت‌وی (فلوریدا)
گیت‌وی (به انگلیسی: Gateway) یک حوزه سرشماری در ایالات متحده آمریکا است که در شهرستان لی، فلوریدا واقع شده‌است. گیت‌وی ۲۲٫۵ کیلومتر مربع مساحت و ۲٬۹۴۳ نفر جمعیت دارد و ۷ متر بالاتر از سطح دریا واقع شده‌است.